# リチャード・マスグレイブ
リチャード・エイベル・マスグレイブ（Richard Abel Musgrave、1910年12月14日 - 2007年1月15日）は、ドイツ生まれのアメリカの経済学者。専攻は財政学。ハーバード大学名誉教授。

## 経歴
プロイセン王国のケーニヒシュタイン・イム・タウヌス（現ヘッセン州）で生まれた。父方の祖父はオックスフォード大学の教員だった言語学者のカール・アーベル (Carl Abel) である。ミュンヘン大学で学んだのち1933年にハイデルベルク大学を卒業し、同年に奨学金を得てアメリカに移住。1937年にハーバード大学でPh.D.を取得した。
卒業後はワシントンD.C.の連邦準備銀行でエコノミストとして働いた後、1948年からミシガン大学で、1958年からはジョンズ・ホプキンス大学で教授として教え、1962年から1965年はプリンストン大学の教授を務めた。また1962年にはアメリカ経済学会の副会長となった。1965年、ハーバード大学の教授に就任した。
1969年から1975年、『ザ・クォータリー・ジャーナル・オブ・エコノミックス』の編集長を務め、1978年にはアメリカ経済学会特別研究員および公共的財政国際研究所の名誉副会長に選ばれた。
2007年、カリフォルニア州サンタクルーズで96歳で死去。

## 業績
マスグレイブの財政理論は、1930年代にハーバード大学で学んだ古典的財政論を基盤とするケインズ主義的な考えと、厚生経済学の理論に基づいたものである。財政政策の目標として所得の適正な分配、経済の安定、資源の効率的配分の3つ（言い換えると、配分・分配・安定の3つ）を挙げ、20世紀後半から21世紀初頭にかけてアメリカの正統派の財政学者として活動した。
その考えは、1959年に出版した主著 The Theory of Public Finance（『財政理論』）に集約されている。その後、妻であるペギー・ブリュワー・マスグレイブとの共著『財政システム』（1969年）と『財政の理論と現実』（1973年、第3版1980年）によって制度面が補足されている。公共財論の展開から、予算決定制度とその背後にある政治の重要性など、広い視点を展開した。また、アラン・T・ピーコックと『財政理論の古典』（1958年）の著作集の編集にも携わった。

## 著書

### 単著
- The Theory of Public Finance: A Study in Public Economy, (McGraw-Hill, 1959).

大阪大学財政研究会訳『財政理論――公共経済の研究（1-3）』（有斐閣、1961年）
- Fiscal Systems, (Yale University Press, 1969).

大阪大学財政研究会訳『財政組織論――各国の比較』（有斐閣、1972年）
- Public Finance in a Democratic Society: Collected Papers of Richard A. Musgrave, 2 vols., (New York University Press, 1986).

### 共著
- The Shifting of the Corporation Income Tax: An Empirical Study of its Short-run Effect upon the Rate of Return, with Marian Krzyzaniak, (Johns Hopkins University Press, 1963).
- Public Finance in Theory and Practice, with Peggy B. Musgrave, (McGraw-Hill, 1973, 2nd ed., 1976, 3rd ed., 1980, 4th ed., 1984, 5th ed., 1989).
- Public Finance and Public Choice: Two Contrasting Visions of the State, with James M. Buchanan, (MIT Press, 1999).

大泉智宏・徐宰成・鈴木義浩・朝尾直太訳『財政学と公共選択――国家の役割をめぐる大激論』（勁草書房、2003年）

### 編著
- Essays in Fiscal Federalism, (Brookings Institution, 1965).
- Broad-based Taxes: New Options and Sources, (Johns Hopkins University Press, 1973).

### 共編著
- Classics in the Theory of Public Finance, co-edited with Alan T. Peacock, (Macmillan, 1958).
- Public Production: International Seminar in Public Economics, Bonn, August 1981, co-edited with Dieter Bos and Jack Wiseman, (Springer-Verlag, 1982).
- Taxation and Economic Development among Pacific Asian Countries, co-edited with Ching-huei Chang and John Riew, (Westview Press, 1994).